# Квантова фізика
Квантова фізика — розділ теоретичної фізики, в якому вивчаються квантово-механічні та квантово-польові системи і закони їх руху. Основні закони квантової фізики вивчаються в рамках квантової механіки і квантової теорії поля і застосовуються в інших розділах фізики. Всі сучасні космологічні теорії також спираються на квантову механіку, яка описує поведінку атомних і субатомних частинок.

## Фундаментальні величини
Характерною величиною, яка визначає відмінність квантової системи від класичної, є стала Планка. Якщо характерна величина з розмірністю дії для фізичної системи порівняна зі сталою Планка, то така система є квантовою. Наприклад, у атомі момент кількості руху електронів має значення кратні сталій Планка, тому атом є суто квантовою системою.
Однак, високозбуджені стани електронів у атомі, з великим значенням моменту кількості руху, можна описувати класично.

## Історія
Квантова фізика та її основні теорії — квантова механіка, квантова теорія поля — були створені в першій половині XX століття науковцями, серед яких Макс Планк, Альберт Ейнштейн, Ервін Шредінгер, Луї де Бройль, Поль Дірак, Нільс Бор, Вольфганг Паулі, Вернер Гейзенберг, Макс Борн, Арнольд Зоммерфельд.

## Підрозділи
Квантова фізика об'єднує кілька розділів фізики, в яких принципову роль відіграють явища на рівні мікросвіту, а й мають наслідки на рівні макросвіту. Сюди відносяться такі підрозділи:
- квантова механіка;
- квантова теорія поля — і її застосування: ядерна фізика, фізика елементарних частинок, фізика високих енергій;
- квантова статистична фізика;
- квантова теорія конденсованих середовищ;
  - зокрема, квантова теорія твердого тіла;
- квантова оптика;
- квантова хімія;
- квантова гравітація.

## Квантові системи
Реальні або модельні системи, що підкоряються законам квантової фізики, називають квантовими системами. Опис складних квантових систем часто будується на мові квазічастинок, особливо у фізиці конденсованого стану. До квантових систем відносяться, наприклад, електрон в атомі водню, вільні електрони або інші елементарні частинки, електрони в кристалі (квазічастинки — електрони і дірки), атоми в кристалі (квазічастинки коливань — фонони), спіни, що взаємодіють у ґратці (квазічастинки магнони).